# Hedvig Wiedemann Høst
Hedvig Wiedemann Høst (1887-1973) var en dansk maler og hustru til den berømte bornholmske maler Oluf Høst.